# ヨーゼフ・フォン・ゾンネンフェルス
ヨーゼフ・フライヘル・フォン・ゾンネンフェルス（Joseph Freiherr von Sonnenfels 1732年 - 1817年4月25日）は、ドイツ、オーストリアの法学者・官房学者、小説家。イルミナティの運動では旗手の1人であり、モーツァルトとは近しい友人かつパトロンの関係だった。また、ベートーヴェンからは1801年出版のピアノソナタ第15番を献呈されている。

## 生涯
ゾンネンフェルスはモラヴィアのミクロフに生まれた。父のペルリン・リプマン（1705年-1768年）はブランデンブルク州でラビの長を務めていた。リプマン及び彼の子どもたちは1735年から1741年にかけてのある時期に、カトリックへと改宗している。幼少期に受洗したヨーゼフは初等教育を故郷ミクロフのギムナジウムで受け、その後ウィーン大学において哲学を学んだ。1749年に兵士としてDeutschmeister連隊に入隊し、伍長にまで昇進する。兵役を終えた1754年にウィーン大学で法学の科目を履修して、ウィーンで法律顧問になった。1761年から1763年の間はオーストリアのArcierengardeで秘書として勤務する。1763年にウィーン大学で政治学および官房学の教授に任用され、2度にわたって総長を務めた。1779年にはWirklicher Hofrathの称号を得て、1810年に科学アカデミーの会長に選任されるとウィーンに没するまでこの職に留まった。
1765年から1767年、そして1769年から1775年にかけて、ゾンネンフェルスは「Der Mann ohne Vorurtheil」の編集者を務めた。同誌上での彼は文学に関するリベラルな立場を貫いた。主に評論作品『Briefe über die Wienerische Schaubühne』によってウィーンの舞台芸術の質を高めたゾンネンフェルスであったが、彼が同書の中でウィーンの劇場におけるアルレッキーノを批判したことにより、この役柄が舞台の登場人物から姿を消すことになってしまった。
1776年にオーストリアで拷問が廃止に至っているが、この際ゾンネンフェルスは主要な役割を果たしている。ゾンネンフェルスはゴットホルト・エフライム・レッシングを妬むあまり、彼がウィーンに呼ばれないように計略めぐらせ、これにより自らを非常に不利な立場に立たせることになる。この事件で彼は厳しい非難に晒されることになった。

## 文学作品
- Specimen Juris Germanici de Remediis Juris, Juri Romano Incognitis Vienna, 1757;
- Ankündigung einer Teutschen Gesellschaft in Wien ib. 1761;
- Betrachtungen über die Neuen Politischen Handlungsgrundsätze der Engländer ib. 1764;
- Grundsätze der Polizei, Handlung und Finanzwissenschaft ib. 1765–67 (8th ed. 1819);
- Briefe über die Wienerische Schaubühne ib. 1768 (reedited by Sauer, ib. 1884);
- Von der Verwandlung der Domänen in Bauerngüter ib. 1773;
- Ueber die Abschaffung der Tortur Zurich, 1775 (2d ed. Nuremberg, 1782);
- bhandlung über die Aufhebung der Wuchergesetze Vienna, 1791;
- Handbuch der Innern Staatsverwaltung ib. 1798
- Ueber die Stimmenmehrheit bei Criminalurtheilen Vienna, 1801 (2d ed. 1808)

10巻からなる『Gesammelte Werke』（ウィーン 1783年–1787年)には詩歌や戯曲といった芸術的作品の大部分が収められている。